# Spirographis simplex
Spirographis simplex är en ringmaskart som beskrevs av Hansen 1882. Spirographis simplex ingår i släktet Spirographis och familjen Sabellidae. Inga underarter finns listade i Catalogue of Life.